# 府中の森公園
府中の森公園（ふちゅうのもりこうえん）は、東京都府中市浅間町にある都立公園。市の中央よりやや東寄りに位置し、京王線東府中駅に近い。

## 概要

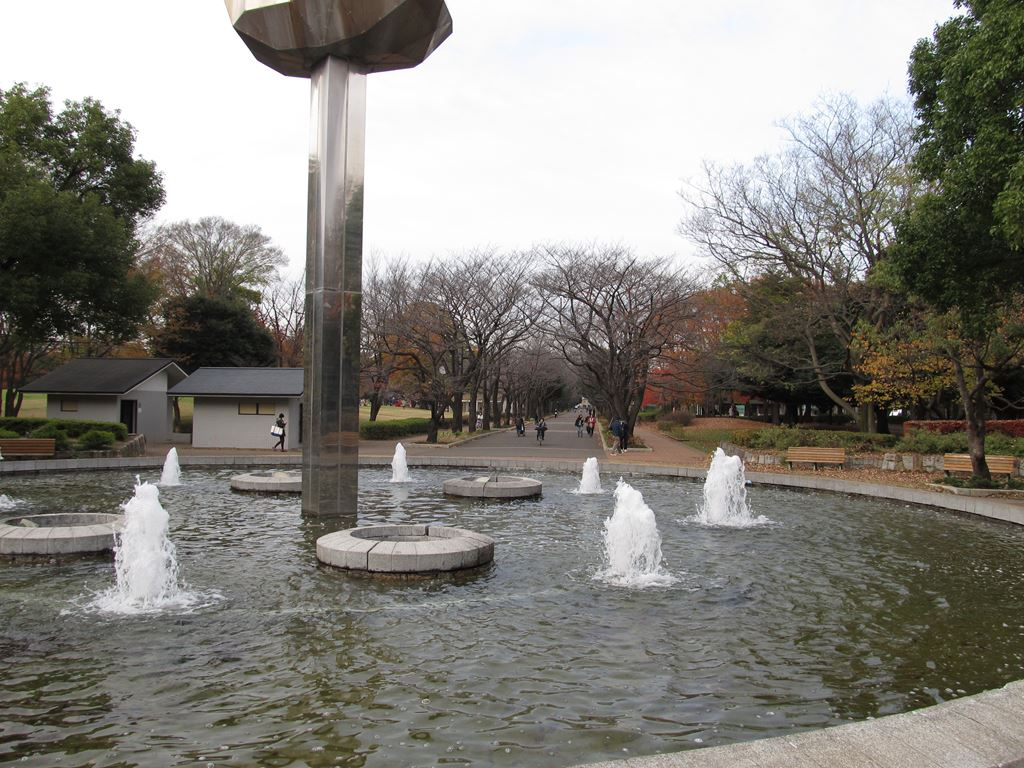
公園内噴水

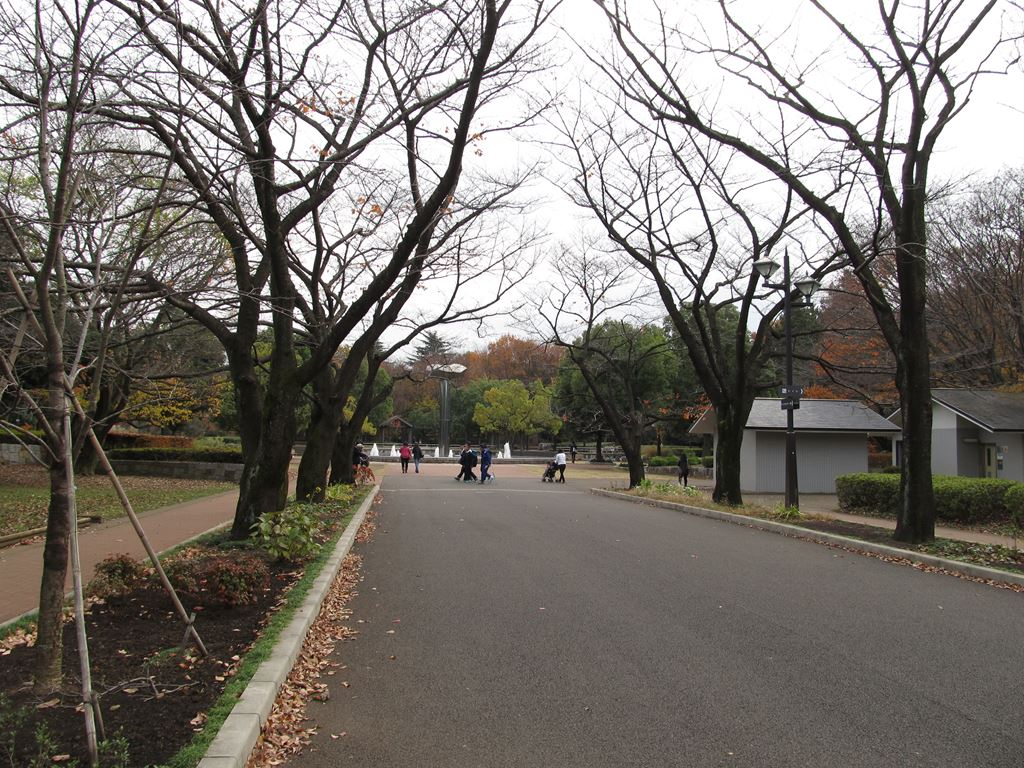

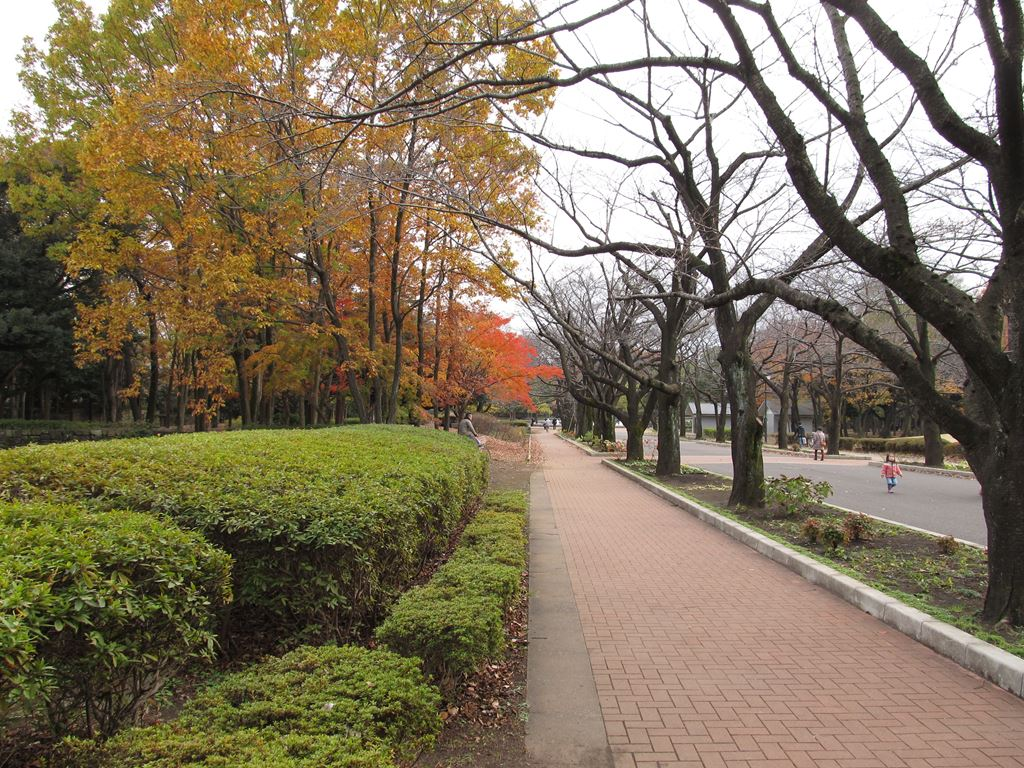

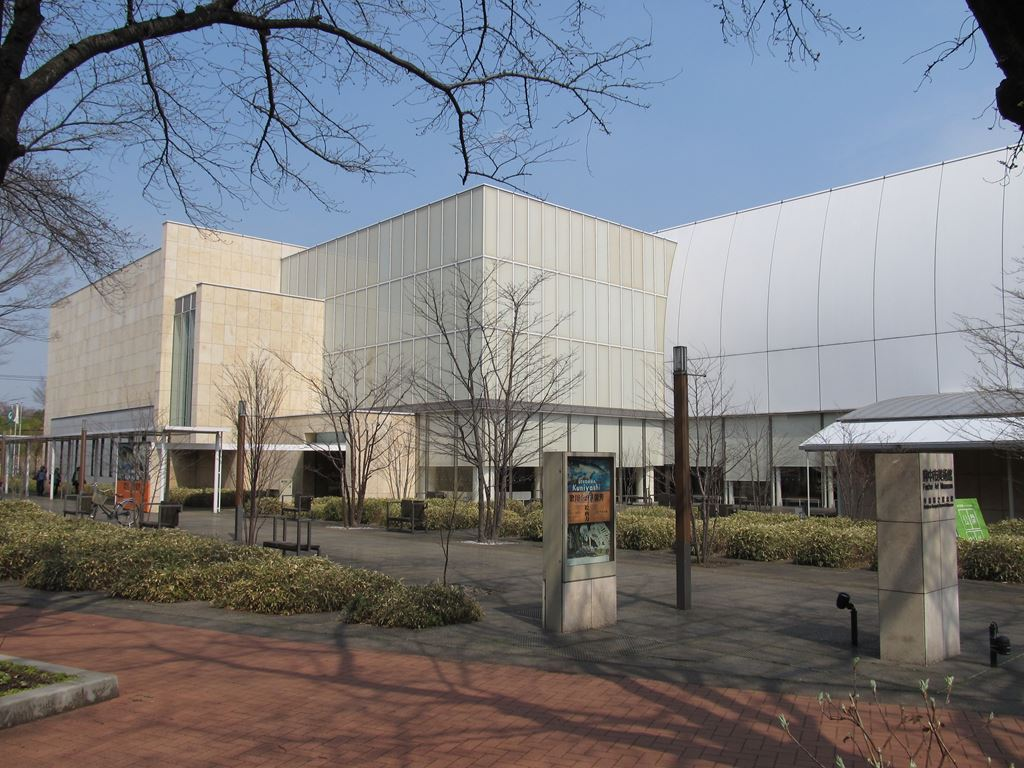
府中市美術館

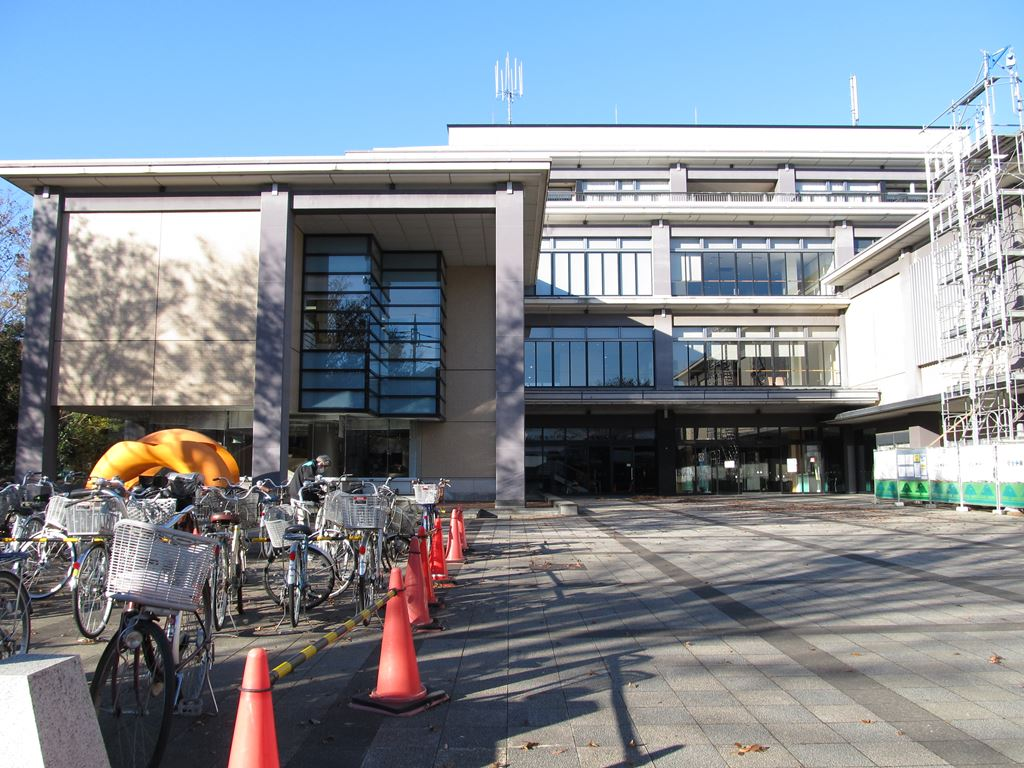
生涯学習センター

旧米軍府中基地の跡地利用の一つ。公園敷地内に府中市美術館があり、府中の森芸術劇場と府中の森市民聖苑が隣接している。道路を挟んで東隣りに航空自衛隊府中基地がある。
管理運営は指定管理者の財団法人東京都公園協会が行っていたが、2011年4月1日からは指定管理者が西武・武蔵野パートナーズに変更された。その後、再び東京都公園協会に変更になる。園内には府中の森公園サービスセンターが置かれている。武蔵野の「森」・「丘」・「川」が表現されており「緑に包まれたファミリースポーツ公園」とされている。
旧米軍基地跡地はその広大な土地を利用して公園が多く作られて、その一つの当公園は、多くの緑で地域の環境を向上させ、健康に必要な運動設備を提供し、また災害時の避難場所として整備されている。
運動設備は、野球、テニス、ジョギングコース、サッカー他、子供用遊具と充実している。
バッタ・コオロギ・トンボ・蝶などの昆虫が多くが見られ「昆虫観察会」が開催される。
植物はシャガ、キリ、クヌギ、ケヤキ、コナラ、ヒマラヤスギ、キンモクセイ、ツバキが見られる。
公園内には、「アンとミッシェルの彫像」など著名作家による8つの彫刻作品が設置されている。
梅とサクラの時期には多くの花が開き、花見の名所ともなっている。イベントは「こいのぼり」、「フリーマーケット」、「七夕飾り」、「スイカ割り」、「お月見飾り」、「春の七草飾り」など年間を通して行われている。映画やドラマなどの撮影が行われる事がある。

## 施設
公園中央を南北に走る花のプロムナードを中心に、中心地に花の広場、モニュメント、展望広場、西側に武蔵野の森、大きな広場（芝生広場）、遊具広場、水辺の広場（ジャブジャブ池）などが、東側に日本庭園、売店、駐車場、スポーツ施設（テニスコート、小野球場、サッカー・ホッケー場）、バーベキュー広場がある。

## アクセス
- 京王線東府中駅から徒歩10分
- JR中央線武蔵小金井駅から 京王バス中央・武71系統（一本木経由府中駅行き）「天神町二丁目」下車 すぐ

## 沿革
- 1982年12月16日、米軍府中基地跡地（現在の浅間町一丁目の全域）を3分割して利用することが決定され、北側の3分の1は大蔵省（現・財務省）が、南西の3分の1は地方自治体（東京都）が、そして南東の3分の1は防衛庁（現・防衛省）が利用することとなった。
- その後、北側の3分の1の区域の一角に府中市生涯学習センターなどが建設され（残りの大部分は廃墟のまま未利用）、南西の3分の1の区域には府中の森公園・府中市美術館・府中の森芸術劇場・府中市立浅間中学校などが建設され、南東の3分の1の区域は現在の航空自衛隊府中基地となる。
- 1991年6月1日 - 府中の森公園が開園。